# Tapiwa Tsomondo
Pas d'image ? Cliquez ici

a Compétitions nationales et continentales officielles uniquement.

b Matchs officiels uniquement.
Dernière mise à jour le 25 mars 2022.
Tapiwa Tsomondo, né le 5 mai 1993 à Harare, est un joueur zimbabwéen de rugby à XV. Il joue au poste de troisième ligne aile.

## Biographie

### En club
Tapiwa Tsomondo est formé à la Prince Edward School (en) d'Harare au Zimbabwe. En 2011, il reçoit une bourse d'études pour intégrer le Dale College Boys' High School (en) de King William's Town, avec lequel il connaît une très bonne saison, son lycée se classant dans les dix meilleurs lycées sud-africains. Ses prestations ne passent pas inaperçues, et courtisé par plusieurs franchises de Super Rugby, il intègre finalement l'académie des Sharks. Il rejoint ensuite l'académie de la Western Province, et porte les couleurs de l'équipe des moins de 21 ans. En 2015, il est intégré l'équipe de Vodacom Cup, avec laquelle il atteint la finale du championnat, puis rejoint les Blue Bulls en 2016 pour la Currie Cup.
Malgré un temps de jeu conséquent avec les Bulls, il n'est inclus dans aucun système provincial en 2017. Il joue en club, avec le False Bay RFC, club du Cap. Avec ce club, il remporte la Gold Cup, principale compétition de clubs en Afrique du Sud, où il est élu meilleur joueur de club de la Western Province. En vue, il décide alors de partir en France pour rejoindre le FC Saint-Claude, mais il se blesse gravement au dos et ne peut rejoindre le club. 
Revenu de blessure, il réintègre un système provincial, en l'occurrence celui des Boland Cavaliers. Il porte les couleurs des Cavaliers aussi bien en Rugby Challenge qu'en Currie Cup (deuxième division). Sur le plan individuel, il se met en avant et est élu joueur des Cavaliers pour la saison 2018. 
En 2020, il quitte l'Afrique du Sud pour la France, rejoignant le RC Aubenas en Nationale. Il dispute dix rencontres avec Aubenas, puis n'est pas prolongé. Il envisage de rentrer en Afrique du Sud, mais il est convaincu par son compatriote Ryan O'Neill de rejoindre le RC Amiens qui évolue en Fédérale 3.

### Sélection nationale
En 2012, il participe au Trophée mondial de rugby à XV des moins de 20 ans avec la sélection zimbabwéenne. La même année, il fait ses débuts avec l'équipe du Zimbabwe de rugby à sept, avec laquelle il participe à trois reprises au tournoi d'Afrique du Sud qui se déroule dans le cadre des World Rugby Sevens Series.
En 2022, il est nommé dans l'effectif du Zimbabwe pour préparer le tournoi qualificatif à la Coupe du Monde 2023.